# 盐步线路所
盐步线路所是广东省佛山市南海区的铁路线路所，位于原广茂铁路三眼桥站北侧。有贵广客运专线、南广铁路以及三眼桥联络线经过该站，不办理货运业务，客运仅办理通过业务。车站距离广州南站16公里，隶属中国铁路广州局集团。